# Правителство на Димитър Греков
Правителството на Димитър Греков е осемнадесето правителство на Княжество България, назначено с Указ № 3 от 19 януари 1899 г. на княз Фердинанд Сакскобургготски. Управлява страната до 1 октомври 1899 г., след което е наследено от правителство на Тодор Иванчов.

## Политика
Управлението на кабинета Греков е белязано от остра финансова криза, която засилва зависимостта на Княжеството от чуждестранните кредитори и го принуждава да се откаже от проектите за контрол върху железниците в Южна България. Във вътрешнополитически план правителството се крепи на парламентарното мнозинство на радославистите и стамболовистите. Спорът между двете партии за разпределението на мандатите в X ОНС след частичните избори през септември 1899 година води до оставката на министър-председателя Греков.

## Съставяне
Правителството идва на власт непосредствено след управлението на Народната партия. Състои се от безпартийни лица (какъвто е министър-председателят Греков, бивш стамболовист) и представители на Радославистката партия.

### Кабинет
Сформира се от следните 8 министри и един председател:
| министерство                          | име | име              | партия                          |
| ------------------------------------- | --- | ---------------- | ------------------------------- |
| председател на Министерския съвет     |     | Димитър Греков   | безпартиен                      |
| вътрешни работи                       |     | Васил Радославов | Либерална партия (радослависти) |
| външни работи и изповедания           |     | Димитър Греков   | безпартиен                      |
| народно просвещение                   |     | Тодор Иванчов    | Либерална партия (радослависти) |
| финанси                               |     | Михаил Тенев     | Либерална партия (радослависти) |
| правосъдие                            |     | Петър Пешев      | Либерална партия (радослависти) |
| военен                                |     | Стефан Паприков  | военен                          |
| търговия и земеделие                  |     | Григор Начович   | безпартиен                      |
| обществени сгради, пътища и съобщения |     | Димитър Тончев   | Либерална партия (радослависти) |

В краткия си период на водене не са правени промени.

## Събития
- 15 март 1899 – Подписана е конвенция с Компанията на Източните железници, която получава за експлоатация новопостроената линия Пловдив – Чирпан – Нова Загора и бъдещата линия до Бургас. Българското правителство поема ангажимент да не строи алтернативни линии в Южна България в продължение на 25 години.[3][5]
- 21 март 1899 – България сключва с Париба и Банк ентернасионал дьо Пари конверсионен заем за 260 000 000 лева при 5 % лихва. С него се конвертират 6-процентните заеми от времето на Стамболов и се осигуряват средства за нови жп линии. Гарантиран е с приходите от данъци, железници и пристанища. Ратифициран е от Народното събрание три месеца по-късно.[3][6]
- април 1899 – Парламентарни избори, спечелени от радославистите с административен натиск.[3]
- 24 юни 1899 – В изпълнение на конвенцията от март същата година, Народното събрание спира строежа на жп линията Саранбей – Чирпан, замислена като заместител на Източните железници в Южна България.[3][6]
- септември 1899 – Либералите на Радославов си осигуряват самостоятелно мнозинство в допълнителните избори за депутати.[3]
- 8 ноември 1899 – Довършена е жп линията Роман – Плевен – Шумен.[7]